# No Nut November
No Nut November (NNN) é um desafio da internet que gira em torno da abstinência, no qual os participantes se abstêm de se masturbar ou de ter um orgasmo durante o mês de novembro. O desafio se originou no início de 2010 e cresceu em popularidade nas redes sociais depois de 2017.

## História
Embora o No Nut November tivesse originalmente a intenção de ser satírico, alguns participantes afirmam que abster-se de ejacular e assistir pornografia traz benefícios à saúde. Um verbete para o termo No Nut November foi publicado em 2011 no Urban Dictionary e, em 2017, o movimento começou a ganhar popularidade nas redes sociais. É associado à comunidade NoFap no Reddit, que incentiva seus membros a não se masturbarem. A comunidade do Reddit /r/NoNutNovember cresceu de 16 500 membros em novembro de 2018 para 52 000 assinantes em novembro de 2019 e para 85 300 em novembro de 2020.
Depois que algumas figuras públicas, como Paul Joseph Watson, promoveram a campanha, E. J. Dickson, da Rolling Stone Magazine, sugeriu que o movimento foi cooptado pela extrema-direita. A Vice Media criticou o desafio em 2018 depois que seguidores do desafio enviaram ameaças à conta do xHamster no Twitter.

## Destroy Dick December
Destroy Dick December é outro desafio da internet e um contraponto do No Nut November. Se segue após o NNN, no mês de dezembro, encorajando os participantes a participarem de atividades sexuais (ter relações sexuais e masturbação), em alguns casos, tantas vezes quanto ao número do dia, para compensar a abstenção do mês anterior.